# Гепатит E
Вирусный гепати́т E (гепатит с фекально-оральным механизмом заражения) — острая циклическая вирусная инфекция с фекально-оральным механизмом заражения, склонная к эпидемическому распространению в основном в регионах с жарким климатом, протекающая преимущественно доброкачественно, но с большой частотой неблагоприятных исходов у женщин в последнем триместре беременности.

## Этиология
Возбудитель — вирус гепатита E (HEV) относится к роду Hepevirus. Вирус имеет форму икосаэдра, оболочка отсутствует. Размер вирусных частиц составляет 32-34 нм, геном представлен однонитевой кодирующей РНК, длиной около 7,5 кб.
Вирус относительно неустойчив во внешней среде, гибнет при кипячении, под действием антисептиков, однако может длительно сохраняться в пресной воде.
Выделяют пять генотипов HEV, изолированные в разных регионах — Азиатско-Африканском, Мексиканском и Североамериканском: 1 и 2 генотипы обнаруживаются исключительно у человека, 3 и 4 — зоонозные, выявляется у человека и теплокровных животных (кабан, олень), генотип 7 поражает преимущественно дромадеров.

## Эпидемиология
Заболевание чаще регистрируется в развивающихся странах вблизи экватора. Источник инфекции — больной человек, преимущественно в ранние сроки заболевания. Механизм передачи инфекции — фекальный-оральный, преимущественно с водным путем заражения. Возможно инфицирование алиментарным путем при употреблении в пищу сырых моллюсков. Восприимчивость к вирусу всеобщая. Преимущественно заболевают взрослые в возрасте 15-50 лет, чаще мужчины. Ежегодно регистрируется около 20 млн случаев инфекции: 70 000 со смертельным исходом и 3 000 случаев мёртворождения. В эндемических регионах  инфекция регистрируется постоянно. Пик заболеваемости приходится на дождливые сезоны; имеется связь с наводнениями и перенаселённостью.

## Патогенез и патологическая анатомия
Основные звенья патогенеза идентичны гепатиту A. HEV обладает прямым цитопатическим действием и вызывает цитолиз гепатоцитов. 
Морфологически выявляется фокальный, реже зональный некроз печени, у беременных женщин - массивный некроз печени. 

## Клиническая картина
Инкубационный период составляет от 20 до 65 дней.  При своевременном иммунном ответе заболевание может протекать в субклинической и манифестной формах. Течение сходно с гепатитом A. 
Заболевание можно разделить на две фазы: продромальный период и разгар заболевания.
Продромальный период длится 3 - 7 дней, сопровождается общей слабостью, диспепсическим синдромом, у 70 % больных наблюдается выраженный болевой синдром, проявляющийся еще в преджелтушный период и проявляющийся миалгией, артралгией и болями в эпигастрии. Возможно повышение температуры тела. К концу преджелтушного периода повышается активность аланинаминотрансферазы и аспартатаминотрансферазы, DRr≤1, иногда до 20-кратного предела верхней нормы, достигая пика к 5 неделе от начала заболевания. Наблюдается незначительное повышение активности щелочной фосфатазы. Уровень билирубина в сыворотке колеблется от 85 до 342 мкмоль/л, в зависимости от степени поражения гепатоцитов. В периферической крови определяется лейкопения с нейтропенией или лимфопенией. В разгар заболевания, при появлении желтухи, состояние больных не улучшается. Желтуха и интоксикация кратковременны. Закономерно увеличение печени и редко (в отличие от гепатита A) спленомегалия. Моча имеет темную окраску, стул слабоокрашен. Заболевание протекает, как правило, в формах легкой и средней тяжести. Общая длительность клинических проявлений 14 - 25 дней.
Длительное вирусоносительство не развивается. Хронизация гепатита и быстрое развитие фиброза печени наблюдается у реципиентов органов, у инфицированных вирусом иммунодефицита человека (ВИЧ), у пациентов получающих лечение ритуксимабом при неходжкинской лимфоме. 
Восстановительный период более длительный, чем при гепатите A.

## Диагностика
Диагностика основана на клинико-эпидемиологических данных с учетом географического анамнеза при исключении гепатитов A, B, C. Диагноз подтверждается обнаружением методом ИФА в крови анти-HEV-IgM, который появляется к 10 дню заболевания и выявляется в течение 1 - 2 месяцев. В ранние сроки возможна индикация РНК HEV в фекалиях и крови методом ПЦР, ELISA или иммунофлюоресцентное обнаружение вируса в фекалиях и биопате печени.

## Лечение
Лечение симптоматическое, аналогично таковому при гепатите A. В случае тяжелого течения инфекции рекомендуется рибавирин. Беременные женщины нуждаются в госпитализации. Акушерская тактика сводится к сохранению беременности. Искусственное прерывание возможно только в период рековалесценции. Назначение рибавирина беременным не рекомендуется, в связи с его выраженным тератогенным эффектом.

## Прогноз
Инфекция оканчивается выздоровлением. Летальность составляет 4%. Среди беременных женщин уровень достигает 20%, этот показатель увеличивается во втором и третьем триместрах. Сообщаемые причины смерти включают энцефалопатию и диссеминированное внутрисосудистое свертывание. Уровень молниеносной печеночной недостаточности у инфицированных беременных женщин высок. 

## Профилактика
Заключается преимущественно в соблюдении санитарно-гигиенических норм. Путешественникам не следует употреблять сырую воду в странах, где регистрируется гепатит E.
Также разработана рекомбинантная вакцина, показавшая высокую эффективность в клинических испытаниях.